# Strete Ralegh
Strete Ralegh is een gehucht in het Engelse graafschap Devon. Het maakt deel uit van de civil parish Whimple. Strete Ralegh komt in het Domesday Book (1086) voor als 'Estrete / eta'. Het was indertijd onderdeel van de Cliston hundred en telde een bevolking van 11 huishoudens.
Het voormalige landhuis 'Strete Ralegh House', opgetrokken in het begin van de negentiende eeuw, heeft een vermelding op de Britse monumentenlijst.